# Hans Flick
Hans Flick (* 28. August 1927 in Wuppertal; † 30. November 2015 in Kalenborn) war ein deutscher Jurist. Er hat 1972 zusammen mit Rudolf Gocke die Sozietät Flick Gocke Schaumburg in Bonn gegründet und war bis zu seinem Tod Gründungs- und Namenspartner.
Hans Flick galt über lange Jahre als einer der profiliertesten Anwälte für Internationales Steuerrecht und Fragen der Unternehmernachfolge in Deutschland.

## Ausbildung und Werdegang
Nach dem Zweiten Weltkrieg, den er als Luftwaffenhelfer und späterer Kriegsgefangener erlebte, studierte er Rechtswissenschaften und Politikwissenschaft und promovierte sich bei Armin Spitaler an der Universität zu Köln über das Außensteuerrecht Großbritanniens. Die Dissertation fand Eingang ins deutsche Gesetz als Vorschrift für die Anrechnung ausländischer Steuern.
Nach einer Station als Finanz- und Regierungsassessor in der Finanzverwaltung in Lüdinghausen wurde er 1961 beim damaligen Deutschen Industrie- und Handelstag (DIHT) Mitglied der Abteilung „Finanzen und Steuern“, deren Leitung er 1978 übernahm. 1988 wurde er zusätzlich stellvertretender DIHT-Hauptgeschäftsführer.
Ab 1972 baute er zunächst in Bonn und anschließend in Berlin und Frankfurt die Sozietät Flick Gocke Schaumburg auf. Darüber hinaus vermittelte Flick sein Wissen für Laien verständlich als Zeitungsautor, war Gründer-Herausgeber einer Steuerfachzeitschrift und Stifter des Hans-Flick-Ehrenpreises zur Förderung des wissenschaftlichen Nachwuchses, der seit 2002 vergeben wird.

## Trivia
Flick sammelte Karikaturen über den Steuerzahler und den Fiskus.